# Panbang
Panbang – miasto w dystrykcie Żemgang, w Bhutanie. Według danych z 2017 roku liczyło 800 mieszkańców.